# Platypalpus fratercula
Platypalpus fratercula är en tvåvingeart som beskrevs av Smith 1969. Platypalpus fratercula ingår i släktet Platypalpus och familjen puckeldansflugor. Inga underarter finns listade i Catalogue of Life.